# Please Remain Seated
Please Remain Seated è il dodicesimo album in studio del gruppo musicale britannico Thunder, pubblicato nel 2019.

## Tracce
Tutte le tracce sono state scritte da Luke Morley, eccetto dove indicato.

### CD 1
1. Bigger Than Both of Us – 4:09
2. Future Train (Morley/James/Matthews/Hógland) – 6:10
3. Girl's Going Out of Her Head – 4:40
4. I'm Dreaming Again – 4:19
5. Fly on the Wall – 5:50
6. Just Another Suicide (Morley/James) – 3:58
7. Empty City (Morley/Taylor) – 6:15
8. Miracle Man – 5:29
9. Blown Away – 4:47
10. Loser – 6:18
11. She's So Fine (Morley/Taylor) – 5:24
12. Low Life in High Places – 5:55

### CD 2
1. Stand Up (Morley/James) – 3:33
2. River of Pain – 4:38
3. Like a Satellite – 4:56
4. Robert Johnson's Tombstone – 4:05
5. Higher Ground – 4:43
6. Everybody Wants Her (Morley/Bowes/Matthews/James) – 5:19
7. Long Way from Home – 6:25

## Formazione
- Danny Bowes – voce
- Luke Morley – chitarra, tastiera, cori
- Chris Childs – basso
- Harry James – batteria, percussioni
- Ben Matthews – chitarra, tastiera
- Tom Oliver – tastiera
- Emily Lynn – cori
- Lara Smiles – cori